# そう根病
テンサイそう根病 (てんさいそうこんびょう、叢根病) とは、Beet necrotic yellow vein virus (BNYVV) によるテンサイのウイルス病。発病すると根が叢生して肥大せず、重症の場合は壊死する。軽症の場合でも根中糖分が減少する。

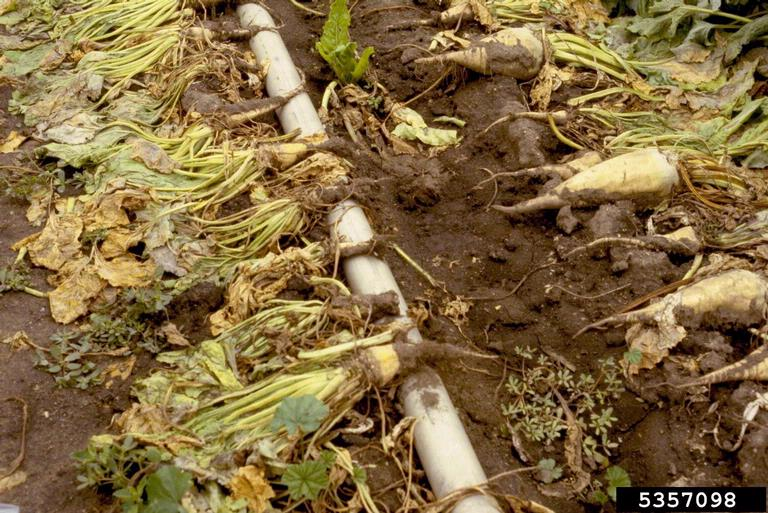

病原ウイルスBNYVVは、変形菌類のPolymyxa betaeによって媒介される土壌伝染性ウイルス。日本、ヨーロッパ、アメリカ、中国など世界中においてテンサイの最重要病害といわれる。日本において、20%のテンサイ畑がBNYVVによって汚染されているといわれる。

## 病徴
初期段階では、天気のよい日中に葉がしおれ、夜には回復する。その後、葉全体が黄色く変色し、葉の形状は細長く直立する。重症個体では、マグネシウムやカリウムの欠乏症状も併発し、葉脈が黄色くなる場合もある。主根や側根では、細根が非常に増え、維管束が茶色く変色する。重症個体では、コルク状になり腐敗する。

## 発病条件
土壌pH7.0以上で発病しやすい。テンサイの連作や短期輪作では土壌中のウイルス密度が高まる。夏期の高温多湿条件も発病を助長する。
感染時期としては、育苗時に苗床で感染する場合と、本圃で感染する場合とがある。

## 防除法

### 薬剤防除
- D-D剤やダゾメット剤による土壌消毒。

### 耕種的防除
- 石灰施用による土壌pHの低下
- 長期輪作
- 抵抗性品種の利用
- 育苗土の熱消毒
- 土壌拡散の防止